# Mont-Bertrand
Mont-Bertrand (ou Montbertrand) là một xã ở tỉnh Calvados, thuộc vùng Normandie ở tây bắc nước Pháp.

## Dân số
| Năm | 1962 | 1968 | 1975 | 1982 | 1990 | 1999 |
| --- | ---- | ---- | ---- | ---- | ---- | ---- |
| Dân số | 169  | 209  | 192  | 141  | 175  | 204  |
| From the year 1962 on: No double counting—residents of multiple communes (e.g. students and military personnel) are counted only once. |      |      |      |      |      |      |

- Église Saint-Martin, clocher du Bản mẫu:XVIIIe siècle.